# سولفانیلیک اسید
سولفانیلیک اسید (به انگلیسی: Sulfanilic acid) با فرمول شیمیایی C۶H۷NO۳S یک ترکیب شیمیایی با شناسه پاب‌کم ۸۴۷۹ است. که جرم مولی آن ۱۷۳٫۱۹ g/mol می‌باشد. 